# Lee Se-hyung
Lee Se-hyung (ur. 26 lipca 1985) – południowokoreański zapaśnik w stylu wolnym. Zajął piętnaste miejsce w mistrzostwach świata w 2006. Zdobył brązowy medal na igrzyskach azjatyckich w 2006. Piąty na mistrzostwach Azji w 2007 roku.